# Eugène Bercioux
Victor Eugène Bercioux (Rouen, 6 mai 1822 - Dieppe, 23 août 1898) est un auteur dramatique et poète français.

## Biographie
Eugène Bercioux est le fils aîné d'un filateur rouennais.

## Œuvres
- Les Arabesques, poésies, 1847
- Nisus et Euryale, comédie-vaudeville en 1 acte, avec Léon Battu, 1850
- Mam'sell'Rose, vaudeville en 1 acte, avec Adrien Decourcelle, 1852
- Après la bataille, poésie, musique d'Ernest Boulanger, 1854
- Zamore et Giroflée, vaudeville en 1 acte, avec Charles Narrey, 1855
- La Bonne d'enfant, opérette bouffe en 1 acte, musique de Jacques Offenbach, 1856[4]
- Maître Baton, opérette en 1 acte, musique d'Alfred Dufresne, 1858
- La Main du Seigneur, cantique, poésie, musique de Boulanger, 1860
- La Malédiction, poésie, musique de Boulanger, 1861
- la Fée Caprice, opéra-comique en 2 actes et en vers, musique d'Achille Mansour, 1878
- La Nuit du bûcheron, ballade, musique de Boulanger, 1883